# Gènesi apòcrif
El Gènesi Apòcrif, originalment anomenat l'Apocalipsi de Lamec, és un dels set originals Manuscrits de la mar Morta descobert en Cova 1 prop de Qumran a la Cisjordània.
Compost en arameu, aquest document consta de quatre fulles de cuir, i és el document menys ben conservat dels set originals.

## Contingut
El document Pseudo-epígraf presenta la conversa entre la figura bíblica de Lèmec, fill de Matusalem, i el seu fill, Noè.
El text detalla un exasperat Lamec, qui es pregunta si el nen que està a càrrec de la seva esposa, Bathenosh, és el seu, o si pertany a un dels sants àngels o nefilim. Una part del text diu:
| « | «Ella em va dir: "Oh, el meu senyor i ... el meu embaràs. Et juro pel Sant Gran, pel Sobirà del [cel] que aquesta llavor és de vostè, que aquest embaràs és de vostè, que de vostè és la plantació d'aquest fruit [i que és] no de qualsevol estranger, o de qualsevol dels Vigilants, o de qualsevol ésser celestial» | » |

Aquest manuscrit serveix clarament com a exemple d'una edició ampliada i reescrita de la història bíblica.

## Descobriment i estat del document
El Gènesi Apocríf va ser un dels set rolls principals que es trobaren a Qumran en la Cova 1. És una de les col·leccions al Rotllos de la mar Morta, que té més de vuit-cents documents en forma fragmentària. Tots els documents s'han trobat en diversos estats de conservació en onze coves dels penya-segats que són paral·lels a la riba nord-oest del Mar Mort i en la ubicació general de Qumran. El roll es va trobar a la primavera de 1947 per pastors beduïns, mentre buscaven una ovella perduda en una cova.
Juntament amb el Rotllo d'Isaïes, el comentari de Habacuc, i el Manual de Disciplina, aquest document va ser venut pels beduïns.